# Dicamptus pellucidus
Dicamptus pellucidus là một loài tò vò trong họ Ichneumonidae.